# Новотроїцька Горка
Новотро́їцька Го́рка (рос. Новотроицкая Горка, ерз. Новотроицкая Горка) — присілок у складі Ромодановського району Мордовії, Росія. Входить до складу Липкинського сільського поселення.

## Населення
Населення — 11 осіб (2010; 10 у 2002).
Національний склад (станом на 2002 рік):
- росіяни — 100 %